# Guźlin
Guźlin – wieś w Polsce położona w województwie kujawsko-pomorskim, w powiecie włocławskim, w gminie Brześć Kujawski.
| SIMC    | Nazwa           | Rodzaj    |
| ------- | --------------- | --------- |
| 1062428 | Guźlin Drugi    | część wsi |
| 1062434 | Karpaty         | część wsi |
| 1062440 | Kliny Pisarskie | część wsi |

W latach 1975–1998 miejscowość administracyjnie należała do województwa włocławskiego. Według Narodowego Spisu Powszechnego (III 2011 r.) liczyła 402 mieszkańców. Jest piątą co do wielkości miejscowością gminy Brześć Kujawski.